# Happyland (2025)
Happyland ist ein Spielfilm aus dem Jahr 2025 von Regisseurin und Drehbuchautorin Evi Romen mit Andrea Wenzl, Simon Frühwirth und Michael Pink.

## Handlung
Helen lebte einige Jahre als Popmusikerin in London und kehrt in ihren Heimatort an der Donau zurück. Dort könnte sie das Sportzentrum Happyland von ihrer Mutter übernehmen. Ihr früher Bandkollege und Jugendliebe Tom ist mittlerweile mit Silvia verheiratet und lebt von der Vermietung von Bühnen- und Tontechnik. Tom hat Helen nicht verziehen, dass sie ihn und die Band verlassen hat, und geht ihr daher aus dem Weg. Helen dagegen wünscht sich eine Begegnung.
Helen fühlt sich fremd, bis sie mit Joe auf einen weiteren Außenseiter trifft. Der hat eine Affinität zur Pferdezucht. Sie fühlt sich zu ihm hingezogen, während Joe sich von ihr bedrängt fühlt. Janis, die Tochter von Tom, arbeitet an der Rezeption des Happyland. Sie bewundert Helene und glaubt es selbst ins große Popgeschäft zu schaffen. Auf einem Fest in der Sporthalle hört Helen Janis singen, außerdem trifft sie dort endlich auf Tom, mit dem es zu einer Aussprache kommt.

## Produktion und Hintergrund
Die Dreharbeiten fanden an 28 Drehtagen vom 18. September bis zum 25. Oktober 2023 in Wien und Niederösterreich statt. Gedreht wurde unter anderem im Happyland in Klosterneuburg, bei der Rollfähre Korneuburg–Klosterneuburg, in der Au und im Strombad Kritzendorf.
Produziert wurde der Film von der Amour Fou Filmproduktion, als Produzenten fungierten Bady Minck und Alexander Dumreicher-Ivanceanu. Den Verleih übernahm in Österreich die Polyfilm. Unterstützt wurde der Film vom Österreichischen Filminstitut, vom Filmfonds Wien und vom Land Niederösterreich, beteiligt war der ORF.
Die Kamera führte Martin Gschlacht, die Musik schrieb Dorit Chrysler, die Montage verantwortete Karina Ressler und das Casting Eva Roth. Den Ton gestalteten Fabrice Osinski und Valérie Le Docte, das Kostümbild Cinzia Cioffi, das Szenenbild Renate Martin und Andreas Donhauser und die Maske Sam Dopona. Als Green Consultant fungierte Marion Rossmann.

## Veröffentlichung
Premiere war am 29. März 2025 im Wettbewerb des Filmfestivals Diagonale in Graz.
Am 13. Juni 2025 soll der Film in die österreichischen Kinos kommen.

## Rezeption
Marina Pavido meinte auf cinema-austriaco.org, dass die Produktion mit einem mitreißenden und gut durchdachten Soundtrack ein manchmal leichter, aber auch oft sehr schmerzhafter Spielfilm sei, in dem es auch wichtige Wendungen gebe, die uns wie ein Schlag in die Magengrube treffen würden.
Martin Nguyen schrieb in der Wochenzeitung Falter, dass die Produktion auf atmosphärische Bilder und mysteriöse Traumwelten setze. Gastauftritte der österreichischen Indie-Szene rund um Alicia Edelweiss, Oliver Welter und Wolfgang Schlögl betörten mit einnehmenden Konzertauftritten, doch die Figuren kämen einem in dem von Stillstand und Sehnsüchten geprägten Drama so nicht nahe.
Bert Rebhandl befand auf DerStandard.at, dass die ehrgeizige Aufbruchs- und Heimkehrgeschichte mit sehr vielen mythologischen Ebenen und viel magischer Atmosphäre an der Vielzahl ihrer Bezüge kranke.

## Auszeichnungen
Diagonale 2025
- Auszeichnung für die beste Filmmusik Spielfilm (Dorit Chrysler)[13]